# قمة شرم الشيخ 2005
قمة شرم الشيخ وقعت يوم 8 فبراير2005 في شرم الشيخ جنوبي شبه جزيرة سيناء، باجتماع قادة الشرق الأوسط الأربعة؛ وهم: الرئيس المصري حسني مبارك، ومحمود عباس رئيس السلطة الوطنية الفلسطينية، ورئيس الوزراء الإسرائيلي أرئيل شارون، والملك عبد الله الثاني عاهل الأردن. وذلك بغرض العمل على إنهاء التوتر القائم لأربع سنوات منذ انتفاضة الأقصى، وتحقيق السلام.

## ما قبل القمة
بدأت انتفاضة الأقصى في سبتمبر 2000، وخلفت أكثر من خمسة آلاف مصاب فلسطيني وإسرائيلي، بالإضافة إلى خسائر اقتصادية واجتماعية واسعة النطاق. واستمرت دوامة العنف طوال هذه الفترة، عدا هدنة لم تدم طويلاً في صيف عام 2003، ولم يبدي أي من الجانبين استعداده للتفاوض على وقف إطلاق النار.
وفي نوفمبر 2004، توفى ياسر عرفات، الرجل الذي يعتقد الكثيرون أنه من خطط الانتفاضة وأبقاها حية لأربع سنوات، وفي 9 يناير 2005 أسفرت الانتخابات الفلسطينية عن صعود محمود عباس إلى السلطة. وقام محمود عباس بجهود لإعادة النظام والاستقرار في الأراضي الفلسطينية، ووقف الهجمات ضد إسرائيل، مما دفع أرئيل شارون لتغيير موقفه تجاه المفاوضات؛ حيث أمر بإجراء تخفيض كبير في النشاط العسكري الإسرائيلي في الأراضي الفلسطينية، وقام بالعديد من الخطوات الإنسانية لمساعدة المدنيين الفلسطينيين. مما أدى إلى الاتفاق على عقد القمة، بمساندة من الولايات المتحدة ومصر والأردن.

## مؤتمر القمة
بدأ مؤتمر القمة من خلال سلسلة من الاجتماعات التي عقدت مع مبارك والملك عبد الله الثاني وعباس شارون. وفي وقت لاحق، ألقى جميع القادة - عدا الملك عبد الله - خطابات تؤكد التزامهم بمواصلة بذل الجهود لتحقيق استقرار الوضع، والمضي قدمًا في تطبيق خطة خارطة الطريق. بينما أكد كل من شارون وعباس صراحة، في بياناتهم الختامية، على وقف جميع الأنشطة العنيفة المعادية لشعبيهما، مما أعتبر نهاية رسمية لانتفاضة الأقصى.